# Съни Леоне
Каренджит Каур Вохра (на английски: Karenjit Kaur Vohra), известна с псевдонима Съни Леоне (на английски: Sunny Leone), е канадско-американска актриса в игрални филми в индийското кино, порнографска актриса, режисьорка и продуцентка на порнографски филми, моделка, активистка и бизнесдама.
Тя е от индийски (пенджабски) произход.
Носителка е на награди на AVN, F.A.M.E. и XBIZ и има множество номинации за награди в различни категории и други отличия в областта на порнографията. Печели титлата „Любимка на годината“ на американското издание на списание „Пентхаус“ (2003 г.). Включена е в класацията за 2010 г. на списание „Максим“ – „Топ 12 жени звезди в порното“, известна още и като „Мръсната дузина“. Водеща е на церемониите по връчване на едни от най-популярните награди в порноиндустрията – AVN, XBIZ и F.A.M.E.
Участва в игрални филми, телевизионни реклами и предавания, реалити шоу програми и музикални видеоклипове. След като играе главната роля в индийския игрален филм „Пиратска кръв“, медиите в Оман, където той е заснет, наричат Съни Леоне „индийската Мерилин Монро“. През 2011 г. е специален гост в индийската версия на реалити шоуто Биг Брадър – „Биг Бос“ сезон 5, след което дебютира в индийската киноиндустрия Боливуд с филма „Тяло 2“ (Jism 2) и получава покани и се снима в редица други филми. Навлизането ѝ в индийското кино предизвиква широка обществена дискусия в Индия за това дали да се позволи на порноактриса да участва в местни
продукции, в която се включват политици, общественици, социолози, кинодейци и други популярни личности, като се стига и до няколко съдебни процеса.
Снима фотосесии и е на корицата на списания като „FHM“, „Фронт“, „Джейн“, „Хъслър“, „Пентхаус“, „Максим“ и др.
Член и активист е на асоциацията „ASACP“, чиято дейност е насочена срещу детската порнография и достъпа на деца в порнографски Интернет сайтове, на американското общество за борба с ракови заболявания „DetermiNation“, както и на организацията за защита за животните „PETA“, като участва в редица техни обществени и благотворителни кампании.

## Ранен живот
Родена е на 13 май 1981 г. в град Сарния, административна провинция Онтарио, Канада. Рожденото ѝ име е Каренджит Каур Вохра (на английски: Karenjit Kaur Vohra). Родители ѝ са от пенджабски произход. Баща ѝ е роден в Тибет, но израства в Делхи, Индия, а нейната майка е от малкия град Нахан, окръг Сирмаур в северозападния индийски щат Химачал Прадеш. Те се преместват в Канада през 1981 г. Леоне има един брат.
Първоначално учи в канадско католическо училище. През 1996 г. родителите ѝ получават зелена карта за САЩ и решават да живеят там. Тогава Съни е на 15 години и заедно със семейството си отива в САЩ – първо във Форт Гретиът, щата Мичиган, една година по-късно се местят в Лейк Форест, щата Калифорния и накрая се установяват в Ориндж Каунти. През 1999 г. завършва средното си образование и се записва в колеж за медицински сестри в Ориндж Каунти, където учи две години, но не го завършва, тъй като започва кариерата си на еротичен модел. Преди това работи най-напред с майка си и баща си в магазин за немски хлебни изделия, в бензиностанция от веригата „Джифи Луб“, а след това и в счетоводна къща.

## Кариера

### В индустрията за възрастни
Съни Леоне започва кариерата си в индустрията за възрастни през 2001 г., когато е на 20-годишна възраст. Тогава, докато учи за медицинска сестра в колеж в Ориндж Каунти, нейна колежка, подвизаваща се като екзотична танцьорка и стриптизьорка в нощни клубове, я запознава с работещия за агенция за еротични модели Джон Стивънс, който я представя на Джей Алън, фотограф на порнографското списание „Пентхаус“. Алън ѝ предлага да направи няколко фотосесии за списанието и тя се решава да се снима за това списание и още същата година е избрана за любимка за месец март. В следващите няколко години се снима само в голи фотосесии за различни еротични и порнографски списания като „Хъслър“, „Чери“, „Мистик“, „Хайт сосиети“, „Суанк“, „AVN онлайн“, „Лег уърлд“, „Клуб интернешънъл“, „Лоурайдър“ и др.
Фотосесиите за тези списания ѝ носят популярност и през 2003 г. печели титлата на списание „Пентхаус“ за любимка на годината и парична награда от 100 хиляди долара. Това ѝ дава възможността да се снима във видео за „Пентхаус“ заедно с порнографските актриси Тера Патрик и Кайла Коул, а също така започва да работи с известни фотографи като Сюзи Рандал и Кен Маркъс. Тя снима и няколко филма, продуцирани от „Пентхаус“ и „Мистик“, както и еротични видеоклипове за компаниите „Ед фокс“, „Плейтайм видео“ и „FM Концептс“.
През това време работи и като представител по интернет продажбите на студиото за порнографски филми „Адам и Ева“, отговаряйки за Западното крайбрежие на САЩ.
През 2005 г. подписва тригодишен договор с компанията „Вивид Ентъртейнмънт“, който предвижда тя да започне да снима „по-хард“ сцени. Следващата година става първото момиче на тази компания, за което е продуцирано интерактивно видео – „Виртуално Вивид момиче: Съни Леоне“.
През 2007 г. сключва нов договор с „Вивид“, в който са предвидени и сцени с мъже, но се съгласява да направи тези сцени само с Мат Ериксън, който е неин годеник тогава. След като двамата се разделят тя започва да снима с различни партньори, сред които Томи Гън, Вуду, Джеймс Дийн, Маркъс Лондон, Джон Уест и др. В сцените си с мъже тя прави само орален и вагинален секс. По-късно има интимна връзка и с друг порнографски актьор – Ариел Кинг, с когото също снима няколко сцени.
Снима и за други продуцентски компании като „Адам и Ева“, „Трайангъл филмс“, „Ийвъл Ейнджъл“, „Хъслър видео“, „Диджитъл син“ и др.
През 2008 г. напуска агенцията „Ел Ей директ моделс“ и започва да се представлява сама. По това време тя основава заедно с Даниъл Уибър компания за продуциране на порнографски филми, наречена „Сънласт Пикчърс“. Двамата са равностойни партньори, а новата компания поддържа близки връзки с Вивид Ентъртейнмънт, за която Леоне продължава да работи. Първият филм, продуциран от „Сънласт Пикчърс“ е „Тъмната страна на Съни“, който е излъчен за първи път в „Музея за еротично наследство“ в Лас Вегас, САЩ през 2009 г. В свое интервю Уибър твърди, че компанията е с годишни приходи от 1 милион долара. От края на 2009 г. Леоне започва да работи и като режисьор. Един от основните ѝ приоритети като режисьор и продуцент в порноиндустрията е борбата с интернет пиратството в областта на порнографията. В свое интервю за списание „Дейли Лоъф“ тя твърди, че е шокирана от т.нар. „tube“ сайтове (сайтове за видеообмен на порнофилми и клипове), които нанасят сериозен удар върху приходите в порноиндустрията, като казва, че тя е част от ново поколение продуцентски студия, които ще се стремят да предлагат винаги висококачествен продукт, използвайки нови технологии и нови начини на промотиране на тези продукти и допълва, че вижда бъдещето в създаването на видео по поръчка, продажбата на два или три филма в една опаковка, пускане на сцените от определен филм в официалните ѝ сайтове преди да е излязъл на пазара самият филм.
През 2010 г. печели наградата на AVN в категорията за най-добра групова секс-сцена само с момичета за изпълнението ѝ заедно с Ева Анджелина, Тийгън Пресли и Алексис Тексас от филма „Извращения 1“. През същата година печели и F.A.M.E. награда в категорията за любими гърди.
През юни 2010 г. британското издание на списание „Максим“, в класацията си „Топ 12 порно звезди“, известна още и с наименованието „Мръсната дузина“, определя за Съни Леоне 4-тото място. Въпросната класация е подредена от редакторите и читателите на списанието и в нея попадат най-известните порноактриси, с най-много награди, най-високите такси и най-големи тиражи на филми.
Изиграва главната роля във филма „Джия: Портрет на порнозвезда“ с режисьор Спенсър Бенедикт, като тя е и продуцент на филма, чрез компанията си „Сънласт Пикчърс“. Този филм носи пет номинации на нея и на продуцентската ѝ компания на наградите на AVN през 2011 г. Самият филм е номиниран в категориите за най-добре адаптиран сценарий, най-добра оригинална песен за саундтрака на филма, както и за най-добра пародия в жанра драма. За актьорското си изпълнение в този филм Леоне е номинирана за награди в категориите за най-добра лесбийска сцена с две момичета за сцената ѝ с Тори Блек и за най-добра актриса на годината за цялостното ѝ представяне във филма. Наградите на AVN за 2011 г. носят на Съни и редица други номинации: за най-добра лесбийска групова сцена („Приятелки 2“); за най-добра сцена с групов секс („Фокус мокус XXX“); за най-добра лесбийска сцена с три момичета („Голямото приключение на Съни“); за най-добра секс сцена с две момичета и един мъж („Голямото приключение на Съни“); както и номинация в категорията за порнозвезда с най-добър уебсайт.
Поставена е на седмо място в класацията на списание „Комплекс“, наречена „Топ 100 на най-горещите порнозвезди (точно сега)“ от юли 2011 г.
В края на 2011 г. снима първата си сцена с анален секс в режисирания от самата нея филм „Богиня“ (Goddess), като партньор ѝ е Ариел Кинг.
На наградите на AVN за 2012 г. не успява да спечели награда, но получава четири номинации, които са в категориите за най-добра секс-сцена с две момичета, най-добра соло секс-сцена, кросоувър звезда на годината и порнозвезда с най-добър уебсайт.
През 2013 г. печели наградата на AVN за Crossover звезда на годината.
Водеща е на церемониите по връчване на наградите на F.A.M.E. (заедно с Джесика Дрейк на 8 юли 2010 г. в Лос Анджелис), XBIZ (2010 и 2011 г.), и AVN (заедно с порноактрисата Бри Олсън и комедийния актьор Дейв Атъл на 21 януари 2012 г. в Лас Вегас).
Съни Леоне има множество участия в различни събития, изложения и програми, организирани от продуцентски компании в порноиндустрията. Ежегодно участва в еротичните изложения на порноиндустрията – „AVN Adult Entertainment Expo“ в Лас Вегас, „Exxxotica Expo“ в Лос Анджелис, „Exxxotica“ в Ню Джърси, „Internext convention“ в Холивуд и др. Тя е едно от основните лица на т.нар. „забавна обиколка“ на порноактрисите на „Вивид“ (Vivid Comedy Tour). Също така е рекламно лице на колекцията обувки на „Вивид“ (Vivid Footwear collection), както и на водката „Вивид“ (Vivid Vodka), произвеждана от компанията „Вивид Ентъртейнмънт“.. Участва на еротичните шоу програми „Вивид/Клуб Джена линджър боул“ в Детройт през 2006 г. и „Вивидс хот род найт“, както и в еротични нощни стриптийз шоу програми из различни клубове в САЩ и Канада. По време на тези шоу програми танцува и прави стриптийз на живо пред своите фенове, а също така се среща с тях, отговаря на въпроси, раздава автографи и т.н. Такива еротични представления на живо изнася в клубове като „Блуш джентълменс клуб“ в Питсбърг, „Пърл“ в Сан Хосе, „Клуб Ви“ в Торонто, „Фантазис найтклуб“ в Балтимор, „Ейджълс рокбар“ в Луисвил, „Даймъндс менс клуб“ в Кливлънд, „Опиум найтклуб“ в Холивуд и редица други.
Присъствието ѝ в интернет ѝ носи редица рекламни договори с компании, развиващи своята търговска дейност предимно в глобалната мрежа – „PPPкард“, „Адълт покер парти“, „Брикхаус“, „Флирт4фрий“, „Тотемкеш“, „Аймлайв“ и др. Популярността ѝ в интернет ѝ носи наградите на XBIZ за уеб момиче на 2008 г. и на AVN за 2010 г. за уеб звезда на годината.
Посредством отливка на вагината на Съни Леоне е изработена от компанията за еротични аксесоари „Док Джонсън“ изкуствена вагина, която е напълно идентична с нейната и е пусната в продажба като секс играчка. През 2008 г. на пазара излиза и вибратор, носещ името на Съни – „Съни Леоне ексайтър вибратор“, изработен от същата компанията.
Тя е определяна като една от най-популярните порнографски актриси на азиатския континент, като основен фактор за това е етническият ѝ произход. Над 60 процента от нейните фенове са от Южна Азия. Изключително много допринася за тази популярност участието ѝ в индийската версия на реалити шоуто Биг Брадър – Bigg Boss сезон 5, продължило от месец ноември 2011 г. до началото на януари 2012 г., като през това време порноактрисата става най-търсената личност в търсачката Гугъл в Индия.
Включена е в книгата „Naked Ambition: An R Rated Look at an X Rated Industry“ на Майкъл Греко, в която той публикува над двеста фотографии на популярни порноактьори.

### Мейнстрийм

#### Първи мейнстрийм изяви
През 2002 г. участва в изложенията за автомобили „SEMA Международен автосалон“ в Лонг Бийч, Калифорния и „Екстремен аутофест Помона“.
През 2005 г. се изявява като репортер и интервюира гостите на церемонията по връчването на наградите на индийската Ем Ти Ви.
Следващата година става рекламно лице на световните покер серии в Лас Вегас.
Участва и в няколко музикални видеоклипа – на песента „Livin' It Up“ на американския рапър Ja Rule, във видео на песен на Kidd Skilly и в клипа на песента „Problematic“.
През 2008 г. се снима във втория сезон на комедийното реалити телевизионно шоу „Моите голи дами“ по телевизионния канал Fox Reality Channel заедно с порноактрисите Брук Хейвън, Кейзи Паркър и Вероника Рейн. Реалити шоуто е заснето в Лондон, Великобритания, а сценарият е няколко американски порнозвезди да се превърнат в бизнес дами.
В началото на своето професионално развитие Съни Леоне неколкократно отказва да участва като актриса във филми на продуцентски компании на индийската киноиндустрия Боливуд, като самата тя твърди, че не е била доволна от предлаганото ѝ заплащане или от контекста на самите роли, които са ѝ били предлагани да играе. Според режисьора Мохит Сури опитът му да ангажира Леоне за водещата роля във филма му „Kalyug“ е бил неуспешен, тъй като цената ѝ била твърди висока – един милион щатски долара, поради което е наел за тази роля индийската актриса и модел Дийпал Шоу, но признава, че наистина Леоне е била първият му избор и съжалява, че не е успял да я ангажира за ролята.
През 2008 г. се снима в игралния филм „Пиратска кръв“ (Pirate’s Blood), който е американско-индийска копродукция и е заснет в средата на месец февруари в Оман – в град Сур, разположен на брега на Арабско море. Филмът е озвучен на английски език и на хинди, а в жанрово отношение е определян като екшън, филм на ужасите, трилър и приключенски. Съни Леоне е „звездата“ на този филм, който е сред най-популярните и емблематични за индийското кино игрални филми. Пресата в Оман дори определя Леоне като „индийската Мерилин Монро в Америка“. Премиерата на самия филм се състои на филмовия фестивал в Дубай, ОАЕ.
Същата година участва в ролята на стриптизьорка в три епизода на еротичната комедия „Co-Ed Confidential“, продуциран от телевизия Синемакс. Тези епизоди са „Ергенско парти“, „Сплитсвил“ и „Истината ще излезе“.
През 2010 г. Леоне се снима във филма „Да загубиш девствеността си“ на режисьорите Хък Ботко и Андрю Гърланд. Тя получава покана да участва в него от Гърланд. Във филма Съни играе ролята на „порнозвезда“ с нейното име, а сред другите актьори личат имената на Мат Бенет, Никол Уивър, Криста Родригес. Филмът е комедия, заснет е в Ню Орлеанс и е продуциран от „Колумбия пикчърс“.
В средата на декември 2010 г. Леоне се снима във филма „Черната Шама“. Филмът е от т.нар. жанр „хорър“ (филм на ужасите) и е заснет на остров Себу във Филипините. В него тя играе ролята на професионален фотограф, който първоначално отива на острова, за да снима живеещата само там птица Черна Шама, но впоследствие е преследвана от сериен убиец и става негова жертва.
През 2011 г. участва заедно с Алексис Тексас в късометражната комедия „Bang Van Blowout с Ник Суордсън“ на сценаристите и режисьори Ник Корироси и Чарлз Инграм, пародиращ порнографски серии на „Брейзърс“.

#### Биг Бос
През месец ноември 2011 г. Леоне отива в Мумбай, Индия, където се включва като специален гост в индийската версия на реалити шоуто „Биг Брадър“ – „Биг Бос“ сезон 5. Тя е втори пореден секссимвол, който участва в шоуто, след като в четвъртия му сезон това прави Памела Андерсън. В Индия Леоне дава редица интервюта за местните медии и твърди, че участието ѝ в „Биг Бос“ е нейният път към пробив в индийското кино и в Боливуд (индийския еквивалент на Холивуд), но допълва, че няма по-конкретни планове и е дошла да участва в реалити шоуто най-вече, за да се забавлява.

#### В индийското кино
По време на участието си в „Биг Бос“ Леоне е поканена да играе в първия си игрален филм в Боливуд – киноиндустрията в индийския град Мумбай. Продуцентът и режисьор Махеш Бхат влиза няколко часа в къщата на Биг Бос и ѝ предлага главната женска роля в еротичния трилър „Тяло 2“, който самият той ще режисира и продуцира заедно с Дино Мореа. Тя се съгласява и именно с този филм прави своя дебют в Боливуд. Филмът се снима през пролетта на 2012 г. на няколко различни места – в град Джайпур, на западното крайбрежие на Индия в щата Гоа, както и в Шри Ланка. Леоне играе главната роля – на съблазнителката Изна. Премиерата му се състои на 27 юли 2012 г.
През 2012 г. подписва договор за участие във втория си филм в Боливуд – в главната роля на втората част на хорър филма „Последният запис на Рагини 2“ на продуцента Екта Капур.
Навлизането на Леоне в индийското кино води до появата на антипорно кампания в Индия и предизвиква широка обществена дискусия в страната за това дали да се позволи на Леоне да участва в негови продукции, в която дискусия се включват политици, общественици, социолози, кино дейци и други популярни личности, като се стига и до съдебни процеси във Върховния съд на Аллахабад и Върховния съд на Раджастан. Обвиненията срещу порноактрисата са за това, че с участието си във филми и телевизионни предавания тя промотира порнографията в Индия, тъй като не се отказва от статуса си на „порнозвезда“, открито заявява, че е порноактриса и продължава да прави порнографски продукции, докато се снима в индийски игрални филми. Самите съдебни искове са насочени към забрана на филма „Тяло 2“ именно поради участието на Съни Леоне в него и са аргументирани с Акт за кинематографията в Индия от 1952 г. Един от подалите иск, активистът Ракеш Наяик, заявява, че се иска забрана на филма заради сексуалното му съдържание и включването на Леоне в него, което ще има отрицателно морално въздействие върху обществото. Кметът на Мумбай Сунил Прабху нарежда промоционалните постери на филма „Тяло 2“ със Съни Леоне да бъдат махнати от автобусите на градския транспорт в града, след като местен общински съветник се оплаква, че използваната снимка е вулгарна. В град Амритсар, щата Пенджаб се провежда демонстрация на религиозни активисти срещу вулгарността, показана във филма „Тяло 2“, като събралите се демонстранти изгарят чучело с изображение на Леоне.
Тя участва и в дебат за порнографията по индийската национална телевизия, като защитава индустрията за възрастни.
През пролетта на 2013 г. излиза нов филм с участието на Леоне – „Престрелка на Вадала“. Властите в Пакистан обаче не допускат премиерата на филма в страната си, като мотивират решението си с еротична сцена в него, както и с присъствието на Леоне. Министерството на туризма и търговията на Обединените арабски емирства не дава разрешение за планирания в нощен клуб в Дубай танц в клетка на порноактрисата, който е част от промотирането на филма „Престрелка на Вадала“ в арабската държава.
През април 2013 г. подписва договор с продуцентската компания от Боливуд „Алумбра Ентъртейнмънт“ за участие в три филма в рамките на две години. Първият от които, се планира да е трилър, чиито снимки следва да бъдат през второто тримесечие на 2013 г., а останалите два филма е предвидено да се заснемат през 2014 г.
През есента на 2013 г. се снима във филмите „Джакпот“ на режисьора Кайзад Густад и „Тина и Лоло“ на Диванг Долакия.
Играе главна роля във видеоклипа на саундтрака „Розови устни“ на филма „Hate Story 2“.
През 2014 г. Леоне участва за първи път във филм на индийската филмова индустрия Толивуд на езика телугу. Филмът се казва „Current Theega“, а тя играе ролята на учителка.

#### Други изяви
През 2012 г. става рекламно лице на презервативите „Manforce“, за които снима рекламно видео и фотосесия на остров Пукет, Тайланд, както и на марката мобилни телефони Chaze, за която заснема рекламно видео в тайландската столица Бангкок и подписва договор, в който порнографската актриса е обявена за посланик на марката Chaze.
През февруари 2014 г. индийската медийна компания Зенга ТВ сключва споразумение с Леоне, чрез което получава правата да създаде ново мобилно приложение, осигуряващо достъп до новини и публикации за нея, включително видеоклипове, филмови преживявания, съобщения и актуализации за живота и кариерата ѝ.
Водеща е заедно с Никхил Чинапа на седмия сезон на индийското телевизионно реалити шоу „Splitsvilla“, излъчвано по MTV Индия (2014 г.). По същия телевизионен канал Леоне води и няколко епизода от тв шоуто „MTV Haunted Weekends“.
През 2016 г. публикува своя електронна книга в интернет с кратки разкази, наречена „Сладки мечти“.

#### Признания за мейнстрийм участия
Съни Леоне става най-търсеното име в световната интернет търсачка Гугъл в рамките на Индия за 2012 г. Същата година попада в класацията на американското списание AskMen за най-желаните жени – Топ 99 най-желана жена на 2012 г.. Тя е единствената порноактриса намерила място в класацията и заема 82-рата позиция в нея, изпреварвайки актрисите Тина Фей и Меган Фокс, певиците Дженифър Лопес и Адел, модела Алесандра Амброзио и други.
Заради популярността си извън порноиндустрията получава няколко номинации за награди на AVN, XRCO и XBIZ в категориите за най-изявена порноактриса в непорнографски продукции – AVN награда за кросоувър звезда на годината (2009, 2011 и 2012), XBIZ награда за кросоувър звезда на годината (2009 и 2011) и XRCO награда мейнстрийм любимка (2011).
За Съни Леоне са публикувани статии и интервюта с нея в списания, като „Форбс“, „Дъ Дейли Лоъф“, „FHM“ „Фронт“, „Джейн“ и „Мъжки фитнес“.

## Обществена дейност
През 2004 г. Леоне се включва заедно с още няколко порноактриси и модели в кампания срещу президента на САЩ Джордж Уокър Буш, наречена „No more Bush girls“, като участва във видеоклип, озаглавен „No More Bush“, в който тя и останалите момичета символично обръсват окосмеността по своите венерини хълмове и срамни устни, която окосменост на английски език се означава „Bush“, както е всъщност и името на американския президент, срещу когото те протестират.
През месец май 2008 г. се снима във видеоклип за кампанията „Declare Yourself“, с който приканва младите хора в САЩ да гласуват на предстоящите президентски избори. В тази кампания участват личности, които са популярни сред хората на възраст между 18 и 29 години, сред които са и Рей Романо, Кристина Агилера, Джесика Алба, Адам Броуди и др. По-късно тя обявява и подкрепата си за Барак Обама за президентските избори в САЩ през 2008 г., като твърди, че той е по-приятелски настроен към порноиндустрията и е по-добрият избор от Джон Маккейн от гледна точка на развитието и бъдещето на порнографията в САЩ.
Съни Леоне участва в асоциацията за борба с детска порнография, наречена „Асоциация на сайтовете, застъпници за закрила на децата“ (на английски: Association of Sites Advocating Child Protection, ASACP), която работи съвместно с митническата служба на САЩ и ФБР за прилагането на законите за борба срещу детската порнография. Целите на тази асоциация са противодействието на всяка форма на детска порнография, както и разработването на мерки за недопускане посещенията на деца в порнографски сайтове в интернет. Леоне е заснела и специално видео обръщение, с което насърчава борбата с детската порнография и напомня на всички родители да защитят своите деца от порнографските сайтове в интернет.
Друга обществена организация, в която участва, е американската асоциация за борба с раковите заболявания „DetermiNation“, като в нейния интернет сайт Леоне има своя лична страница с кратко обръщение за набиране на средства и подпомагане на болни от рак. На 24 октомври 2011 г. Съни участва благотворително с цел набиране на средства за организацията „Американско онкологично общество“ в лекоатлетическия маратон в Лос Анджелис с продължителност от 13 мили. Тя заявява, че е вдъхновена да участва в кампании за подпомагане на онкологично болни, след като нейният баща умира от рак на 26 юли 2010 г.
През 2012 г. се включва и в организацията за защита за животните „PETA“ в Индия, като снима фотосесии и участва в нейни кампании. Заради дейността си е избрана за личност на 2016 година на тази организация.

## Личен живот
След като започва кариерата си в порноиндустрията се премества да живее в Сиатъл, а по-късно се установява в Сакраменто.
В началото не споделя на семейството си какво точно работи, но след като през 2003 г. печели наградата на списание „Пентхаус“ – „Любимка на годината“ им казва, че се снима за еротични и порнографски списания и възнамерява да участва в порнофилми. За реакцията на семейството си споделя следното: „Когато им казах, те бяха шокирани, но след това се съобразиха с това, че съм голям и независим човек. Обичам работата си и те ме обичат и уважават моето решение.“
През 2007 г. увеличава размера на гърдите си от 34В на 34С, чрез поставяне на силиконови импланти.
Леоне има двойно гражданство – канадско и американско. Тя получава американското си гражданство през юни 2006 г. През 2012 г., като дъщеря на индийски родители, тя получава и т.нар. отвъдморско гражданство на Индия, което не представлява официално гражданство, но предоставя редица привилегии.
Въпреки всичките премествания из Канада и САЩ твърди, че е запазила и продължава да изповядва индийската религия на своите родители – сикхизъм.
През 2004 г. се сгодява с Мат Ериксън – вицепрезидент на маркетинга в компанията „Плейбой Ентърпрайсис“, който дори участва в няколко порнографски филма заедно с нея, но двамата се разделят според различните източници в края на 2007 г. или началото 2008 г. След това някои публикации в медиите я свързват с музиканта Дейв Наваро, но тази информация остава непотвърдена. През 2008 г. има интимна връзка и с друг порноактьор – Ариел Кинг, с когото също снима няколко сцени. По време на участието си в реалити шоуто „Биг Бос“ заявява, че вече е омъжена, а участието ѝ в него е част от „сватбените предизвикателства“. Според публикации в медиите нейният съпруг е бизнес партньорът ѝ Даниъл Уибър.
 След като приключва с изявите си в „Биг Бос“ официално обявява, че е омъжена за Уибър.
През 2017 г. Леоне и съпругът ѝ осиновяват като своя дъщеря 21-месечно момиче от индийския град Латур, като ѝ дават името Ниша Каур Уибър.
В своите интервюта твърди, че когато не е ангажирана с професионалната си кариера, прекарва свободното си време в четене на книги, гледане на филми, футбол, яздене на коне и рисуване. Играе в женски футболен отбор от щата Калифорния.
Леоне е вегетарианец.

## Награди и номинации
| Година | Церемония          | Резултат  | Категория                                           | Филм / партньор                                                                                |
| ------ | ------------------ | --------- | --------------------------------------------------- | ---------------------------------------------------------------------------------------------- |
| 2006   | F.A.M.E. награда   | Номинация | Най-горещо тяло                                     | –                                                                                              |
| 2006   | F.A.M.E. награда   | Номинация | Любимо дупе                                         | –                                                                                              |
| 2007   | AVN награда        | Номинация | Най-добра секс сцена само с момичета                | „Виртуалното Вивид момиче Съни Леоне“ (с Лани Барби, Лекси Мари, Ейми Рийд и Чармейн Стар)     |
| 2007   | F.A.M.E. награда   | Номинация | Най-горещо тяло                                     | –                                                                                              |
| 2008   | XBIZ награда       | Номинация | Уеб момиче на годината                              | –                                                                                              |
| 2008   | F.A.M.E. награда   | Номинация | Любима звезда                                       | –                                                                                              |
| 2009   | AVN награда        | Номинация | Изпълнителка на годината                            | –                                                                                              |
| 2009   | AVN награда        | Номинация | Джена Джеймисън кросоувър звезда на годината        | за участието в реалити шоуто „Моите голи дами 2“ (с Брук Хейвън, Кейси Паркър и Вероника Рейн) |
| 2009   | AVN награда        | Номинация | Най-добра секс сцена с двойка само момичета         | „Съни обича Мат“ (с Ан Мари)                                                                   |
| 2009   | AVN награда        | Номинация | Най-добра секс сцена с двойка                       | „Съни обича Мат“ (с Мат Ериксън)                                                               |
| 2009   | AVN награда        | Номинация | Най-добра соло секс сцена                           | „Експериментът на Съни“                                                                        |
| 2009   | AVN награда        | Номинация | Най-добро закачливо изпълнение                      | „Съни обича Мат“                                                                               |
| 2009   | XBIZ награда       | Носителка | Уеб момиче на годината                              | –                                                                                              |
| 2009   | XBIZ награда       | Номинация | Кросоувър звезда на годината                        | –                                                                                              |
| 2009   | F.A.M.E. награда   | Номинация | Любима звезда                                       | –                                                                                              |
| 2009   | F.A.M.E. награда   | Номинация | Любими гърди                                        | –                                                                                              |
| 2010   | AVN награда        | Носителка | Най-добра групова сцена само с момичета             | „Извращения 1“ (с Ева Анджелина, Тийгън Пресли и Алексис Тексас)                               |
| 2010   | AVN награда        | Носителка | Уеб звезда на годината                              | –                                                                                              |
| 2010   | AVN награда        | Номинация | Най-добра секс сцена с двойка само момичета         | „Партито в съня на Съни“ (с Джена Хейз)                                                        |
| 2010   | AVN награда        | Номинация | Най-добра групова секс сцена само с момичета        | „Партито в съня на Съни“ (с Алексис Тексас, Моник Алекзандър и Алиша Рийс)                     |
| 2010   | F.A.M.E. награда   | Номинация | Любима звезда                                       | –                                                                                              |
| 2010   | F.A.M.E. награда   | Номинация | Любими гърди                                        | –                                                                                              |
| 2011   | AVN награда        | Номинация | Най-добра актриса                                   | „Джия: портрет на порнозвезда“                                                                 |
| 2011   | AVN награда        | Номинация | Кросоувър звезда на годината                        | –                                                                                              |
| 2011   | AVN награда        | Номинация | Най-добър уебсайт                                   | –                                                                                              |
| 2011   | AVN награда        | Номинация | Най-добра соло секс сцена                           | „Лъжите: дневникът на един ескорт“                                                             |
| 2011   | AVN награда        | Номинация | Най-добра групова секс сцена само с момичета        | „Приятелки 2“ (с Ан Мари, Хедър Вандевън и Сара Слоун)                                         |
| 2011   | AVN награда        | Номинация | Най-добра групова секс сцена само с момичета        | „Хокус покус ХХХ“ (с Ева Анджелина, Маделин Мари, Одри Холандър, Ники Бенц и Киара Диан)       |
| 2011   | AVN награда        | Номинация | Най-добра секс сцена с тройка само момичета         | „Голямото приключение на Съни“ (с Карли Монтана и Деви Емерсън)                                |
| 2011   | AVN награда        | Номинация | Най-добра секс сцена с двойка момичета              | „Джия: портрет на порнозвезда“ (с Тори Блек)                                                   |
| 2011   | AVN награда        | Номинация | Най-добра секс сцена с тройка (момиче/момиче/момче) | „Голямото приключение на Съни“ (с Дейзи Мари и Вуду)                                           |
| 2011   | XBIZ награда       | Носителка | Актьорско изпълнение на годината (жена)             | „Джия: портрет на порнозвезда“                                                                 |
| 2011   | XBIZ награда       | Номинация | Кросоувър звезда на годината                        | –                                                                                              |
| 2011   | XRCO награда       | Носителка | Мейнстрийм медиен любимец                           | –                                                                                              |
| 2012   | AVN награда        | Номинация | Кросоувър звезда на годината                        | –                                                                                              |
| 2012   | AVN награда        | Номинация | Най-добър уебсайт                                   | –                                                                                              |
| 2012   | AVN награда        | Номинация | Най-добра соло секс сцена                           | „Лъжите: дневникът на един ескорт“                                                             |
| 2012   | AVN награда        | Номинация | Най-добра секс сцена с двойка момичета              | „Ролева игра“ (с Дейзи Мари)                                                                   |
| 2012   | NightMoves награда | Номинация | Най-добри гърди                                     | –                                                                                              |
| 2013   | AVN награда        | Носителка | Кросоувър звезда на годината                        | –                                                                                              |
| 2014   | AVN награда        | Номинация | Мейнстрийм звезда на годината                       | –                                                                                              |

### Други признания и отличия
- 2001: Пентхаус любимка за месец март.[42]
- 2003: Пентхаус любимка на годината.[42]
- Класация „Горещите 100 на порното“ на списание „Дженезис“ (GENESIS Magazine – Porn’s Hot 100) – 13-о място за 2009 г.[164]
- „Топ 12 порнозвезди“ на списание „Максим“ (Maxim magazine – „Top 12 Porn Stars“) – 4-то място в класацията.[55]
- WrestlingINC.com момиче на месеца – март 2010 г.[74]
- Победител в класацията 5 звезди на сайта PornstarGlobal [165]
- 7-о място в класацията на списание „Комплекс“, наречена „Топ 100 на най-горещите порнозвезди (точно сега)“ от юли 2011 г.[58]

## Списък на мейнстрийм изяви
Игрални филми
- „Съседка за секс“ (2004)
- „Пиратска кръв“ (Pirate's Blood, 2008)
- „Да загубиш девствеността си“ (The Virginity Hit, 2010)
- „Посредник“ (Middle Men, 2010)
- „Bang Van Blowout с Ник Суордсън“ (Bang Van Blowout with Nick Swardson, 2011)
- „Черната Шама“ (The Black Shama, 2011)[92]
- „Тяло 2“ (Jism 2, 2012).[103]
- „Последният запис на Рагини 2“ (Ragini MMS, 2012).[103]
- „Престрелка на Вадала“ (Shootout at Wadala, 2013, като танцьорка)
- „Джакпот“ (2013).[103]
- „Тина и Лоло“ (TBA).[103][166]

Телевизионни сериали
- Co-Ed Confidential

– The Bachelor Party (2008)
– Splitsville (2008)
– The Truth Will Out (2008)
Музикални видеоклипове
- „Livin It Up“, Ja Rule
- „Розови устни“ (саундтрак на филма „Hate Story 2“, 2014)[116][117]

Реалити телевизионно шоу
- „Моите голи дами“ (2006)
- „Биг Бос“ сезон 5, Индия (2011)

## Списания
- Пентхаус, САЩ – март 2001 г.[167]
- Велвет, САЩ – февруари 2003 г.[167]
- Велвет, САЩ – февруари 2004 г.[167]
- Фокс, САЩ – декември 2004 г.[167]
- Пентхаус, САЩ – септември 2006 г.[167]
- Хъслър, САЩ – септември 2006 г.[167]
- Мистик, САЩ – 2007 г.
- Клуб, САЩ – май 2008 г.[167]
- Велвет, САЩ – април 2009 г.[167]
- Клуб интернешънъл, САЩ – ноември 2009 г.[167]
- Максим, Обединено Кралство Великобритания и Северна Ирландия, юни 2010 г.[168]
- Дъ Дейли лоаф, САЩ – август 2010 г.[52]
- Пентхаус, САЩ – март 2011 г., Завръщането на кралицата – Съни Леоне[169]
- Клуб интернешънъл, Обединено кралство Великобритания и Северна Ирландия, март 2011 г.[170]
- Велвет, САЩ – септември 2011 г.[171]
- Индия Тъдей, 27 февруари 2012 г. (на корицата).[167]
- FHM, Индия, май 2012 г. (на корицата).[172][173][174][175]
- Перфектната жена, май 2013 г. (на корицата).[176]
- Енлайтен Индия, май-юни 2013 г. (на корицата).[5]
- Максим, Индия, ноември 2013 г. (на корицата).[103][177]
- W, САЩ, ноември 2013 г.[103]